# Verticordia mitodes
Verticordia mitodes är en myrtenväxtart som beskrevs av Alexander Segger George. Verticordia mitodes ingår i släktet Verticordia och familjen myrtenväxter. Inga underarter finns listade i Catalogue of Life.